# Movimiento Social Cristiano (Chile)
Movimiento Social Cristiano (MSC) fue un partido político chileno existente durante los años 1980, conformado principalmente por disidentes del Partido Demócrata Cristiano (PDC).

## Historia
Los primeros indicios de antiguos militantes y dirigentes demócratacristianos reuniéndose para adherir a la dictadura militar de Augusto Pinochet aparecen en 1980, cuando un grupo de ellos llama a votar favorablemente en el plebiscito constitucional de ese año.
El movimiento fue fundado en diciembre de 1983 por Juan de Dios Carmona, luego de haber regresado de España tras cumplir funciones de embajador chileno en dicho país. También se sumó William Thayer Arteaga —quien junto a Carmona había sido expulsado del PDC por su apoyo al Régimen— como líder del MSC, y buscaba agrupar a quienes seguían los postulados socialcristianos. Entre sus fundadores se encontraban además los exdiputados José Musalem Saffie, Santiago Gajardo, Ana Rodríguez, Blanca Retamal y Jorge Santibáñez.
En 1984 formó parte del Grupo de los Ocho, coalición de partidos y movimientos que apoyaban al gobierno, y que el 2 de julio se convirtió en el Acuerdo Democrático Nacional. El 31 de enero de 1986 constituyó el Frente Democrático de Concordia (Fredeco) junto al Partido Democracia Social, la Democracia Radical, el Partido Democrático Nacional (facción de Apolonides Parra), la Unión Cívica Radical, el Movimiento Obrero Socialdemócrata, el Movimiento Javiera Carrera y el Centro Cívico Arturo Matte.
El 27 de agosto de 1986 el partido anunció su incorporación al Frente Nacional del Trabajo (FNT) liderado por el exministro del Interior Sergio Onofre Jarpa, el cual posteriormente fue uno de los grupos fundadores de Renovación Nacional (RN).